# Zhaoxin
Shanghai Zhaoxin Semiconductor Co., Ltd. (chiń. 上海兆芯集成电路股份有限公司) – chińskie przedsiębiorstwo z branży półprzewodnikowej, założone w 2013 roku jako joint venture między VIA Technologies a władzami miejskimi Szanghaju. Zajmuje się opracowywaniem procesorów kompatybilnych z architekturą x86, przy czym swoją ofertę kieruje przede wszystkim na rynek chiński.